# Frank Paschek
Frank Paschek, född den 25 juni 1956 i Bad Doberan, Tyskland, är en östtysk friidrottare inom längdhopp.
Han tog OS-silver i längdhopp vid friidrottstävlingarna 1980 i Moskva. 